# 中軽井沢駅

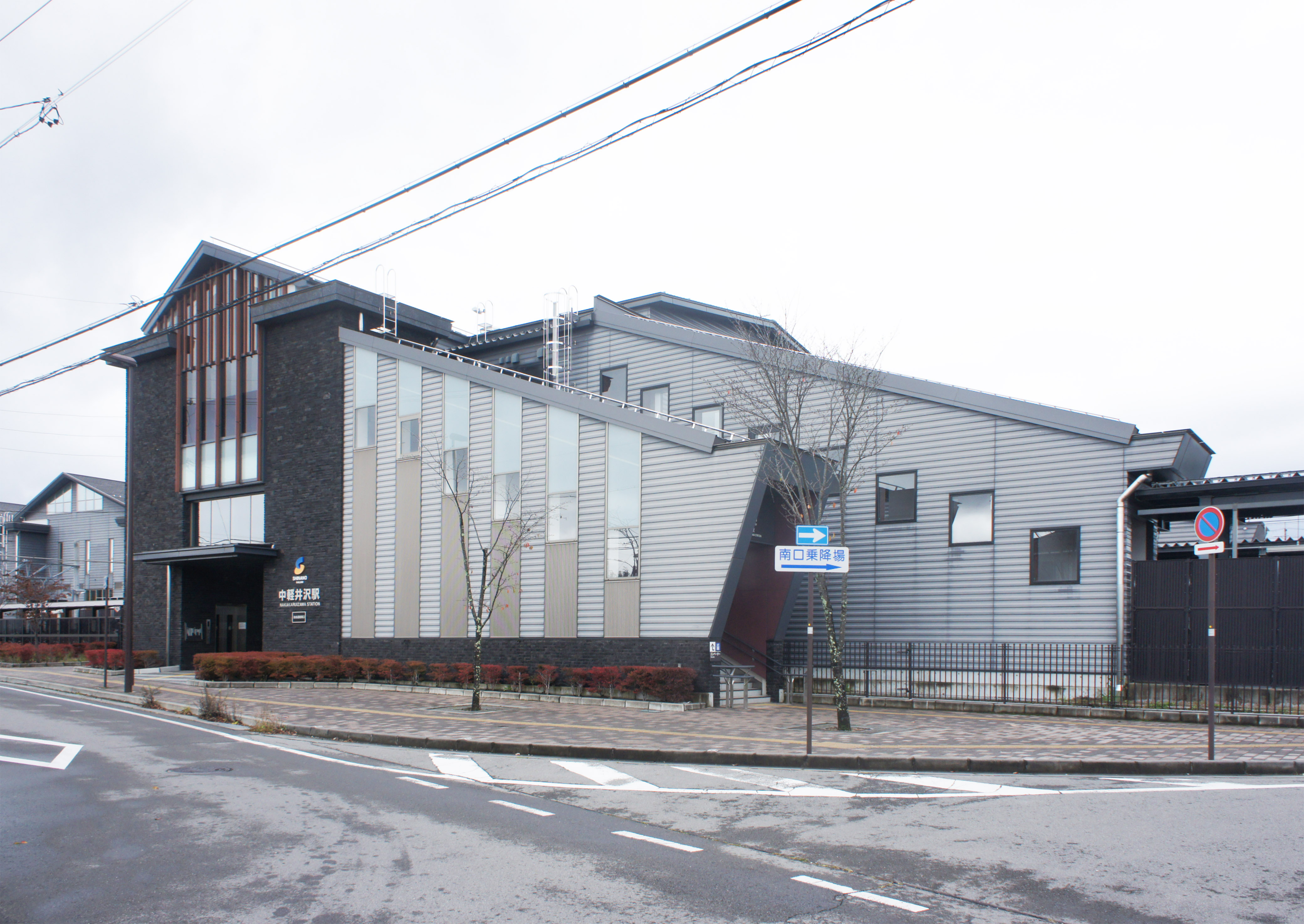
南口（2021年10月）

中軽井沢駅（なかかるいざわえき）は、長野県北佐久郡軽井沢町大字長倉にあるしなの鉄道しなの鉄道線の駅である。

## 歴史
- 1910年（明治43年）7月15日：鉄道院信越線の沓掛駅（くつかけえき）として開設[1]。
- 1911年度（明治44年度）：森林鉄道（小瀬林道）が開設。昭和31年度全廃[2]。
- 1956年（昭和31年）4月10日：中軽井沢駅（なかかるいざわえき）に改称[1][3]。
- 1972年（昭和47年）3月15日：営業範囲を「一般運輸営業」から「旅客、手荷物、小荷物及び車扱貨物」へ変更[4]。
- 1973年（昭和48年）8月6日：営業範囲を「旅客、手荷物及び小荷物」へ変更[5]。
- 1974年（昭和49年）10月1日：営業範囲を「旅客、荷物」へ変更[6]。
- 1984年（昭和59年）2月1日：営業範囲を「旅客」へ変更[7]。
- 1987年（昭和62年）4月1日：国鉄分割民営化に伴い、東日本旅客鉄道（JR東日本）の駅となる[8]。
- 1997年（平成9年）10月1日：北陸新幹線開業に伴い、東日本旅客鉄道からしなの鉄道に移管[8]。
- 2003年（平成15年）4月1日：簡易委託駅化。駅業務を星野リゾートへ委託。
- 2011年（平成23年）4月1日：星野リゾートへの委託を解除、再度直営駅化。
- 2012年（平成24年）7月20日：橋上駅舎使用開始[9]。
- 2013年（平成25年）4月1日：株式会社フードサービスシンワに簡易委託[10]。同時に駅員配置時間が延長される[10]。また駅と接続する地域交流施設「くつかけテラス」が開館[10]。
- 2026年（令和8年）春季：交通系ICカード「Suica」利用サービス開始（予定）[11]。

## 駅構造
しなの鉄道移管後に駅舎が全面改築され、地上駅から橋上駅となった。軽井沢町地域交流施設である「くつかけテラス」と接続している。
現在は相対式ホーム2面2線を有する。駅舎リニューアル前は島式ホーム（上り本線及び中線）と単式ホーム（下り本線）の2面3線構造であった。しなの鉄道移管後には終始発列車設定が無くなり、さらにCTC化により中線は撤去された。その後、駅舎橋上化工事に伴い、上り本線が以前の中線の位置に移設され、ホームの有効長も12両から6両に短縮された。
かつてはしなの鉄道の直営駅であったが、現在は株式会社フードサービスシンワが窓口業務を行う簡易委託駅となっている。

### のりば
| 番線 | 路線          | 方向 | 行先       |
| ---- | ------------- | ---- | ---------- |
| 1    | ■しなの鉄道線 | 上り | 軽井沢方面 |
| 2    | ■しなの鉄道線 | 下り | 長野方面   |

（出典：しなの鉄道:駅構内マップ）

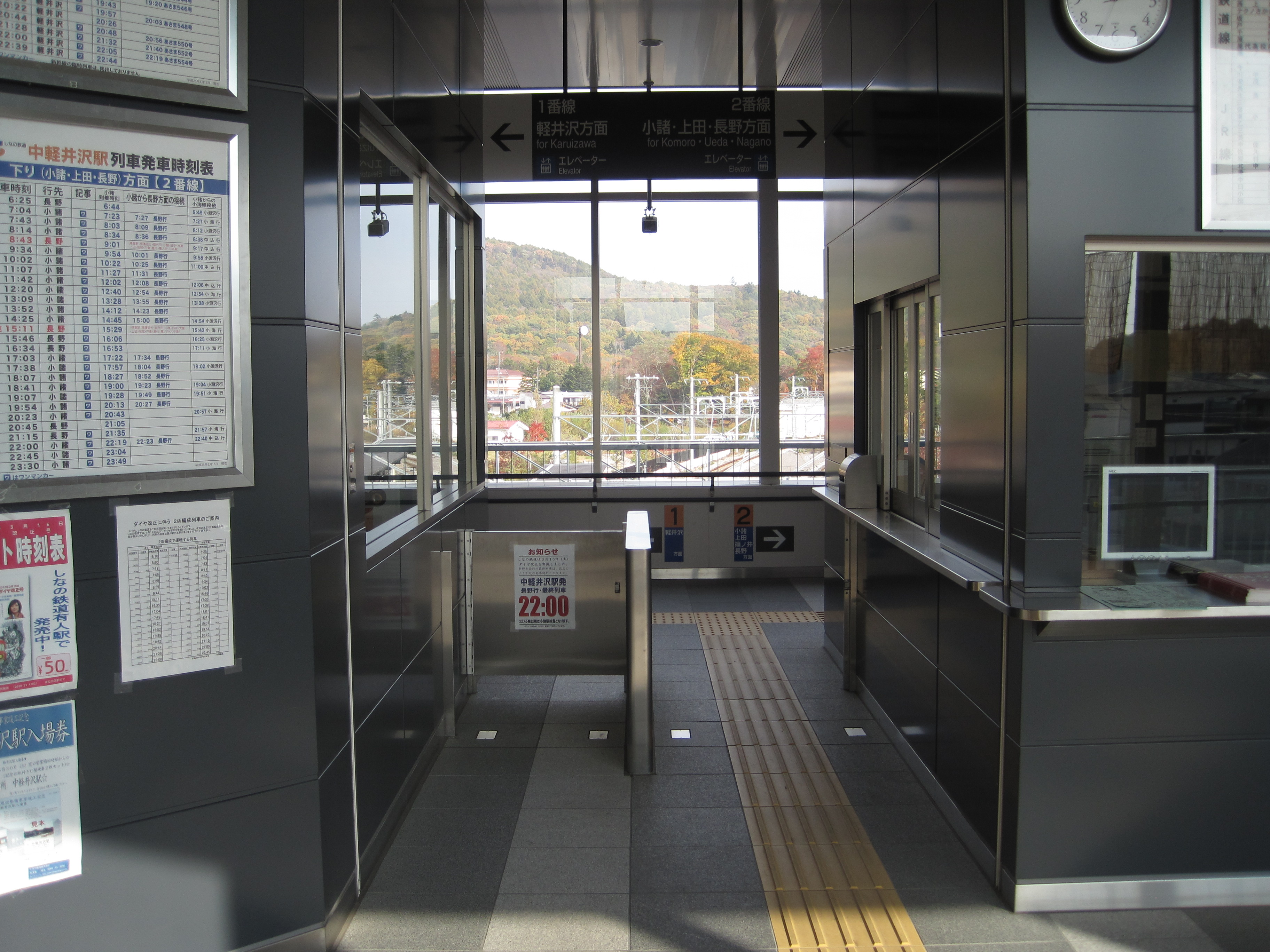
改札口
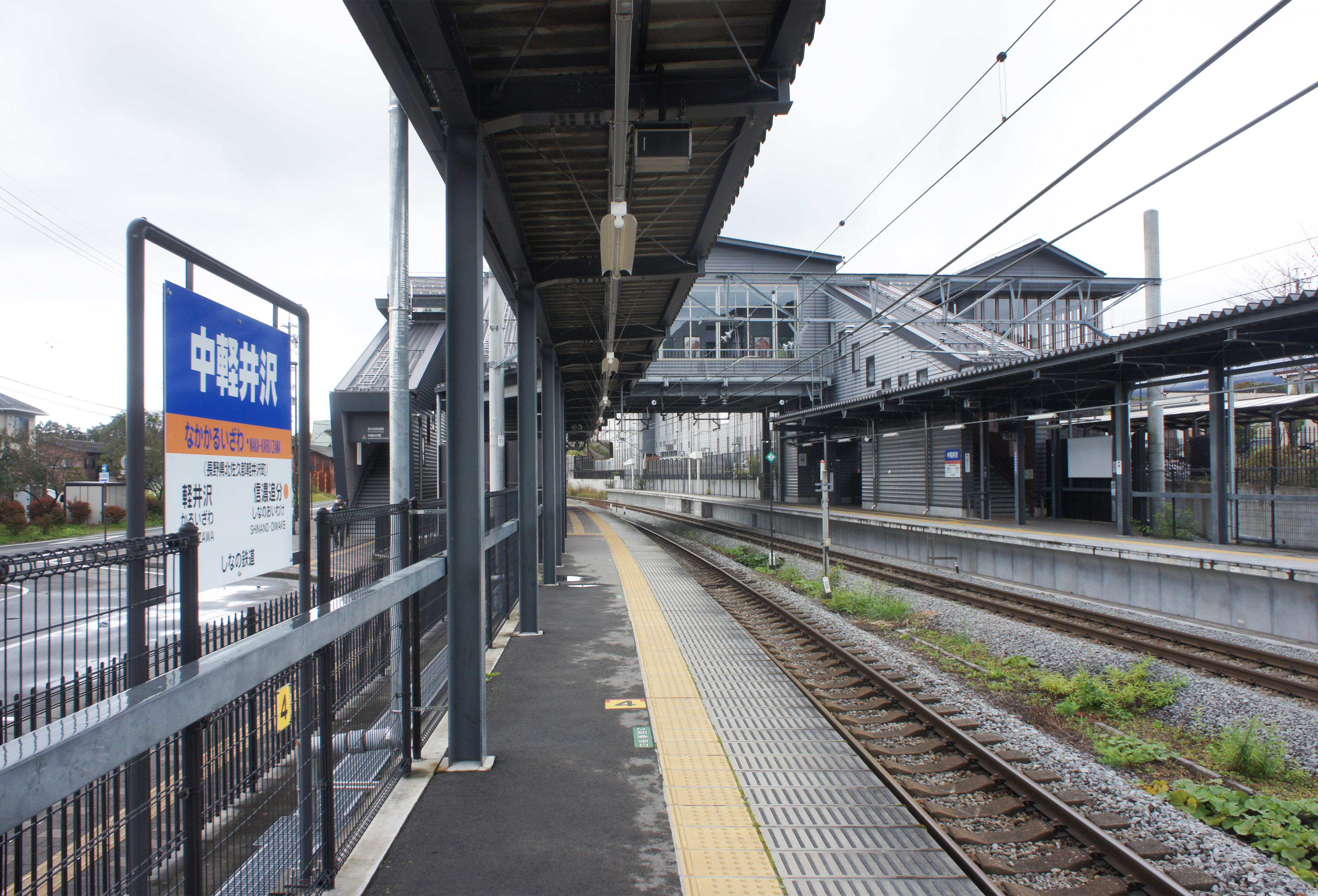
ホーム
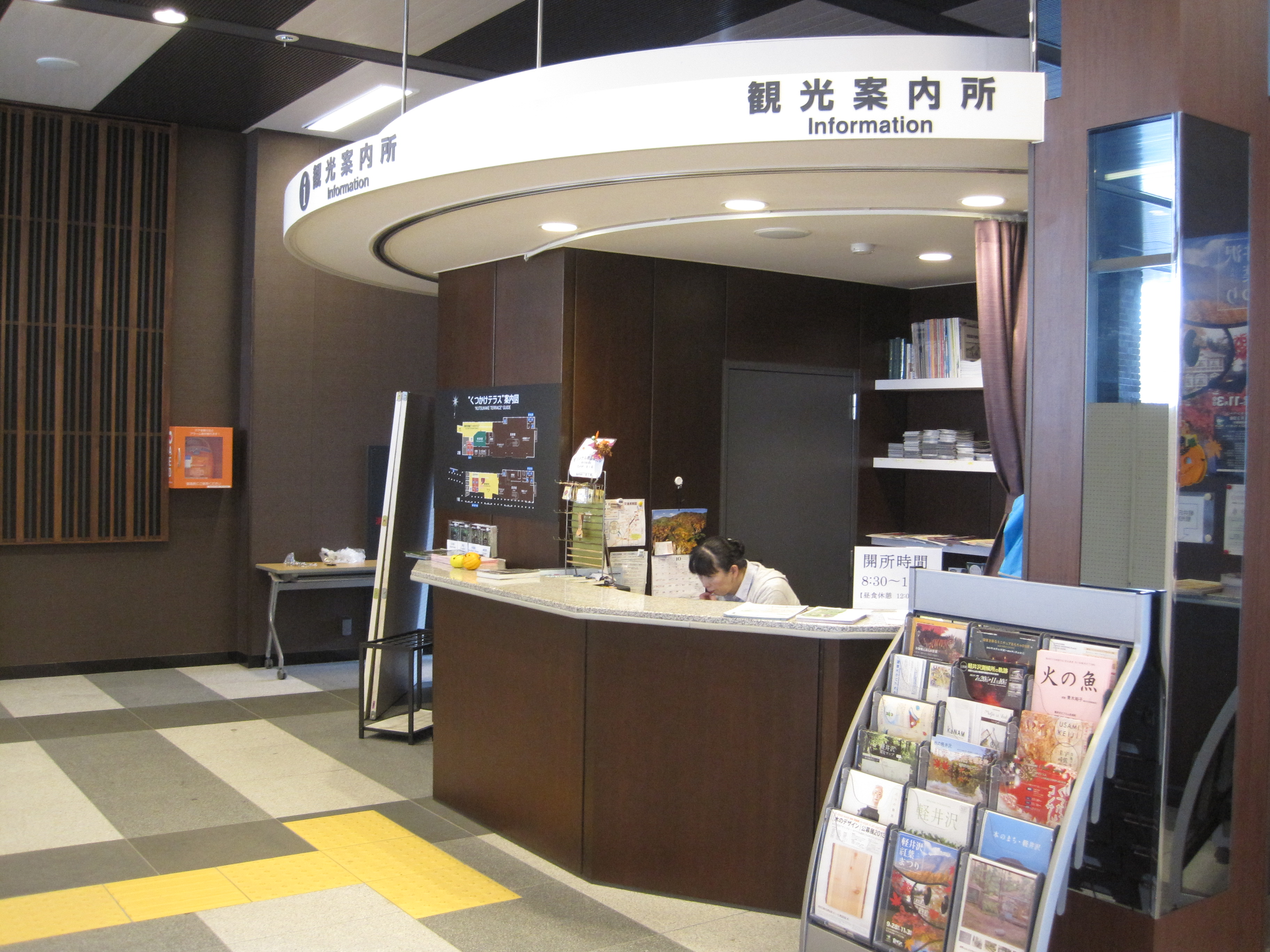
駅1階にある観光案内所
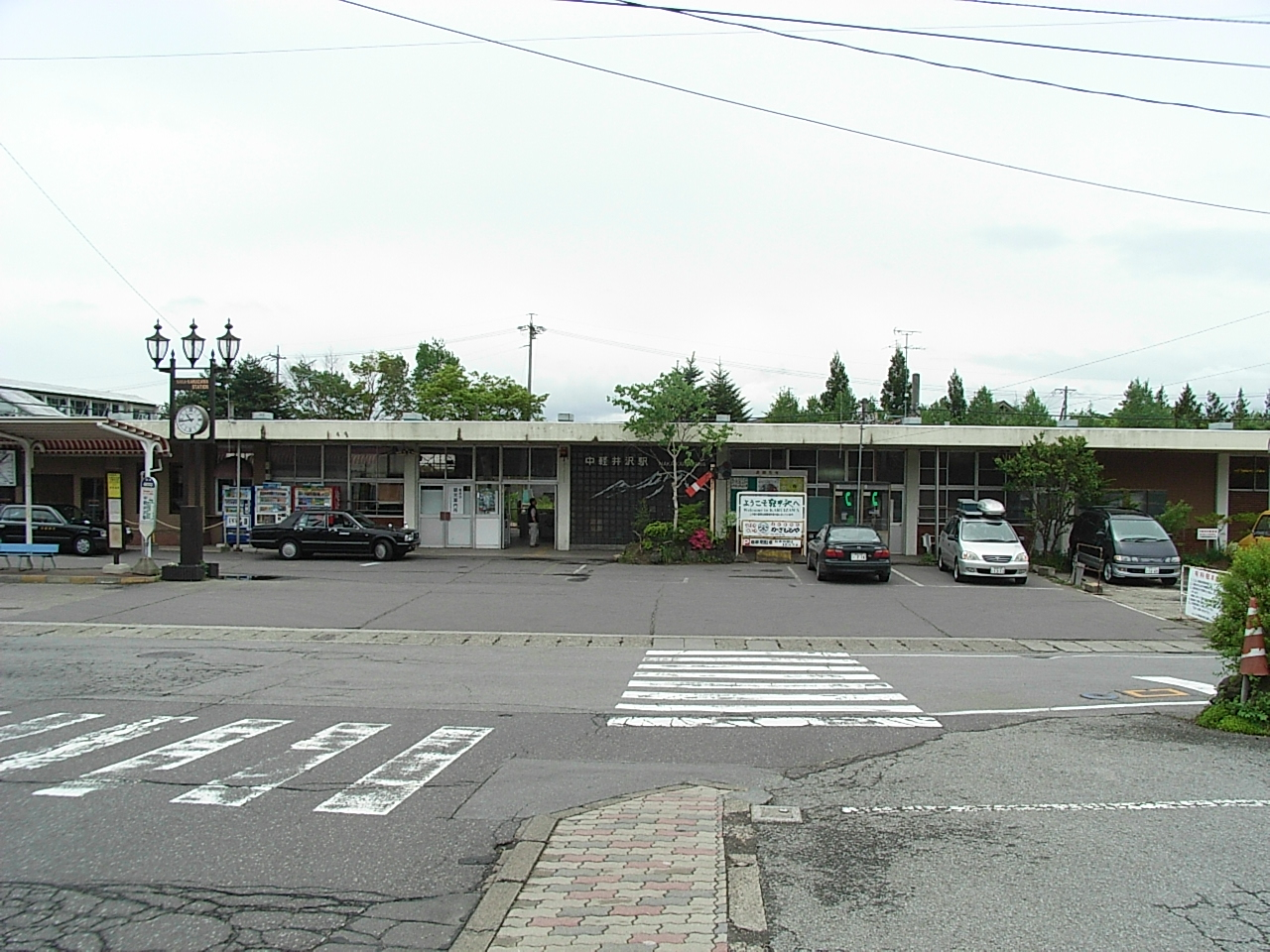
改築前の旧駅舎
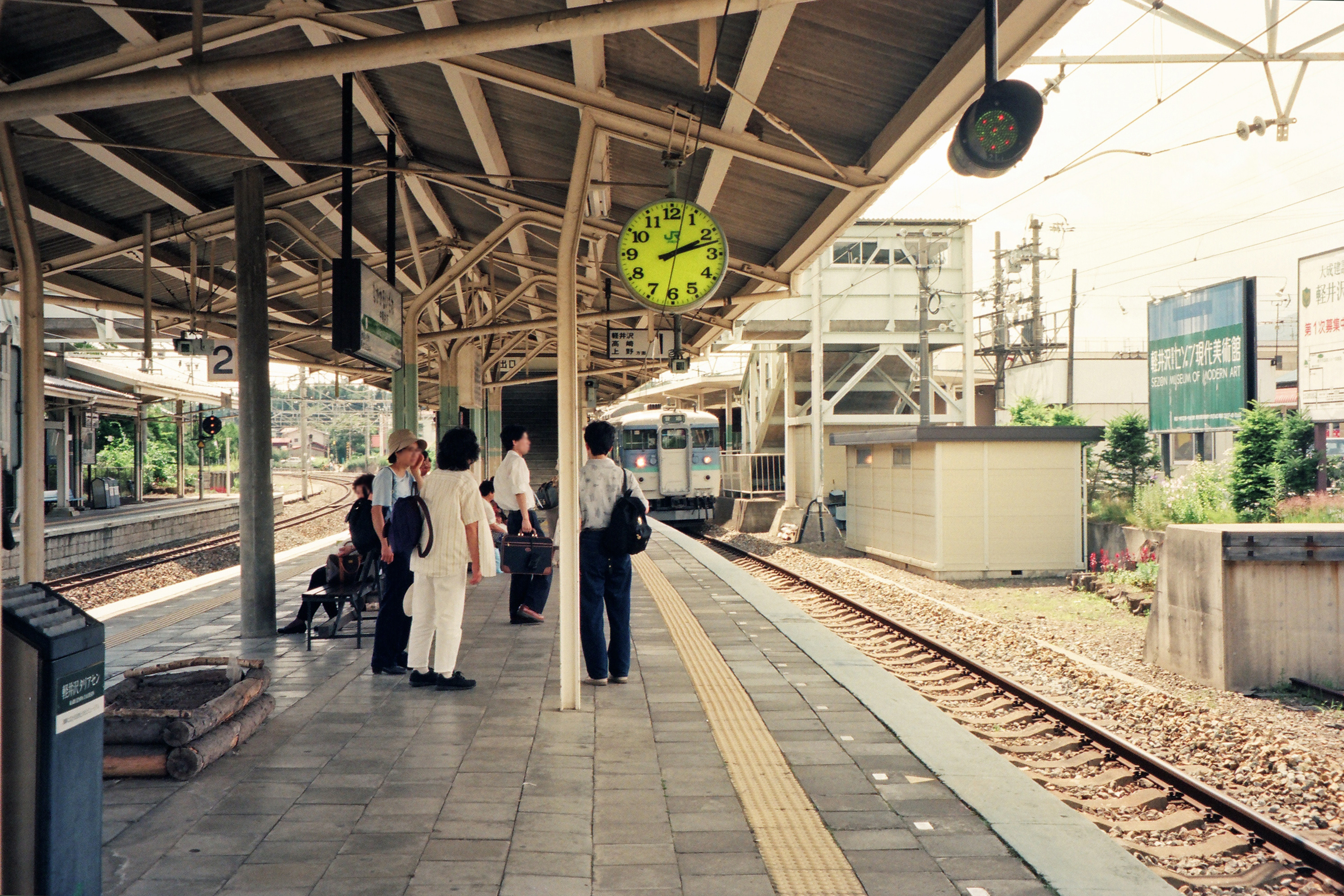
JR時代の旧ホーム

## 利用状況
「軽井沢町の統計」によると、2022年度（令和4年度）の1日平均乗車人員は551人である。
2004年度（平成16年度）以降の推移は以下の通り。
| 乗車人員推移       | 乗車人員推移     | 乗車人員推移 |
| 年度               | 1日平均 乗車人員 | 出典         |
| ------------------ | ---------------- | ------------ |
| 2004年（平成16年） | 433              | [ 軽井沢 2 ] |
| 2005年（平成17年） | 454              | [ 軽井沢 2 ] |
| 2006年（平成18年） | 452              | [ 軽井沢 2 ] |
| 2007年（平成19年） | 476              | [ 軽井沢 2 ] |
| 2008年（平成20年） | 461              | [ 軽井沢 2 ] |
| 2009年（平成21年） | 448              | [ 軽井沢 2 ] |
| 2010年（平成22年） | 423              | [ 軽井沢 2 ] |
| 2011年（平成23年） | 447              | [ 軽井沢 2 ] |
| 2012年（平成24年） | 454              | [ 軽井沢 2 ] |
| 2013年（平成25年） | 529              | [ 軽井沢 2 ] |
| 2014年（平成26年） | 573              | [ 軽井沢 1 ] |
| 2015年（平成27年） | 579              | [ 軽井沢 1 ] |
| 2016年（平成28年） | 620              | [ 軽井沢 1 ] |
| 2017年（平成29年） | 738              | [ 軽井沢 1 ] |
| 2018年（平成30年） | 750              | [ 軽井沢 1 ] |
| 2019年（令和元年） | 670              | [ 軽井沢 1 ] |
| 2020年（令和02年） | 399              | [ 軽井沢 1 ] |
| 2021年（令和03年） | 456              | [ 軽井沢 1 ] |
| 2022年（令和04年） | 551              | [ 軽井沢 1 ] |

## 駅周辺

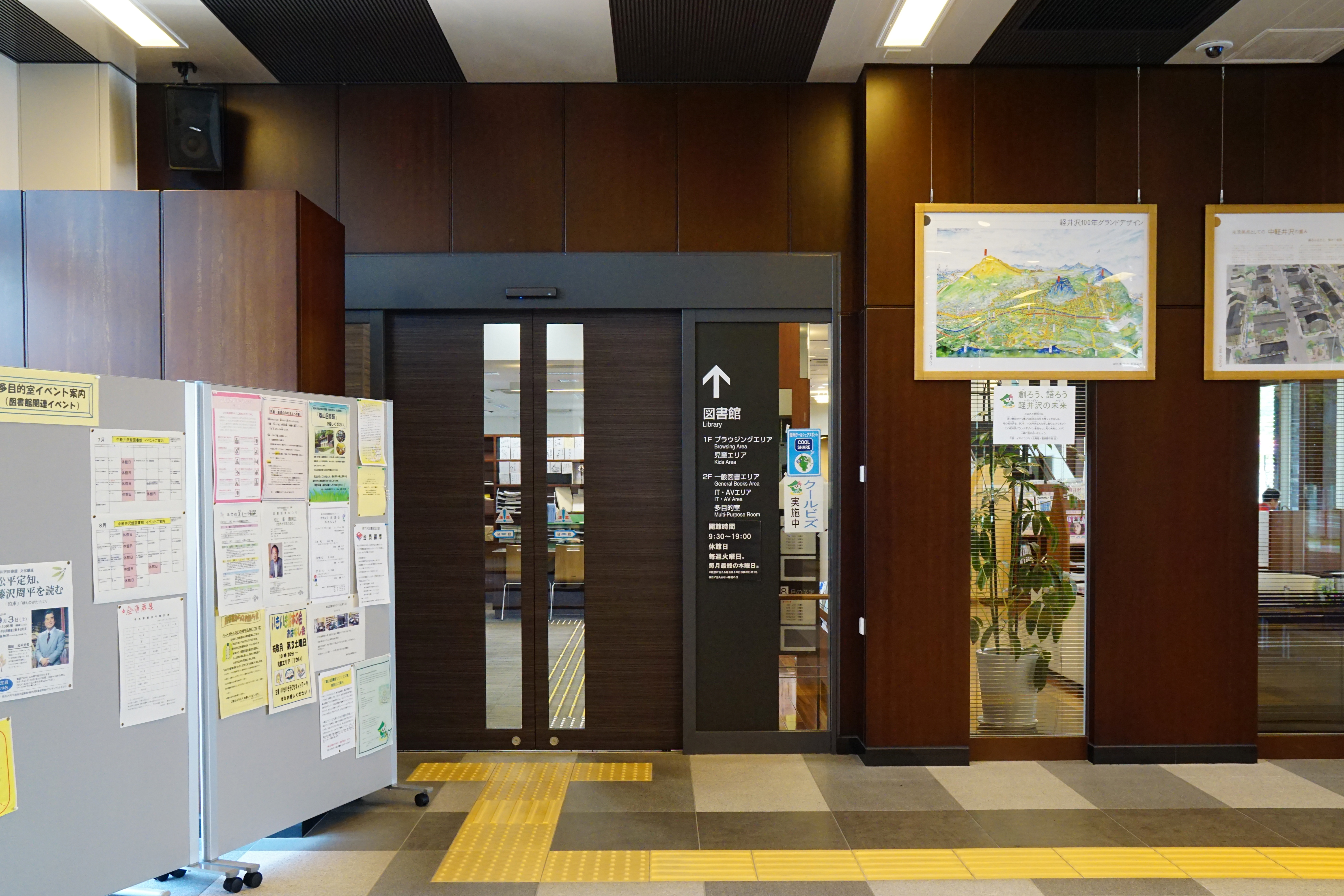
地域交流施設「くつかけテラス」（当駅併設） - 軽井沢町立中軽井沢図書館
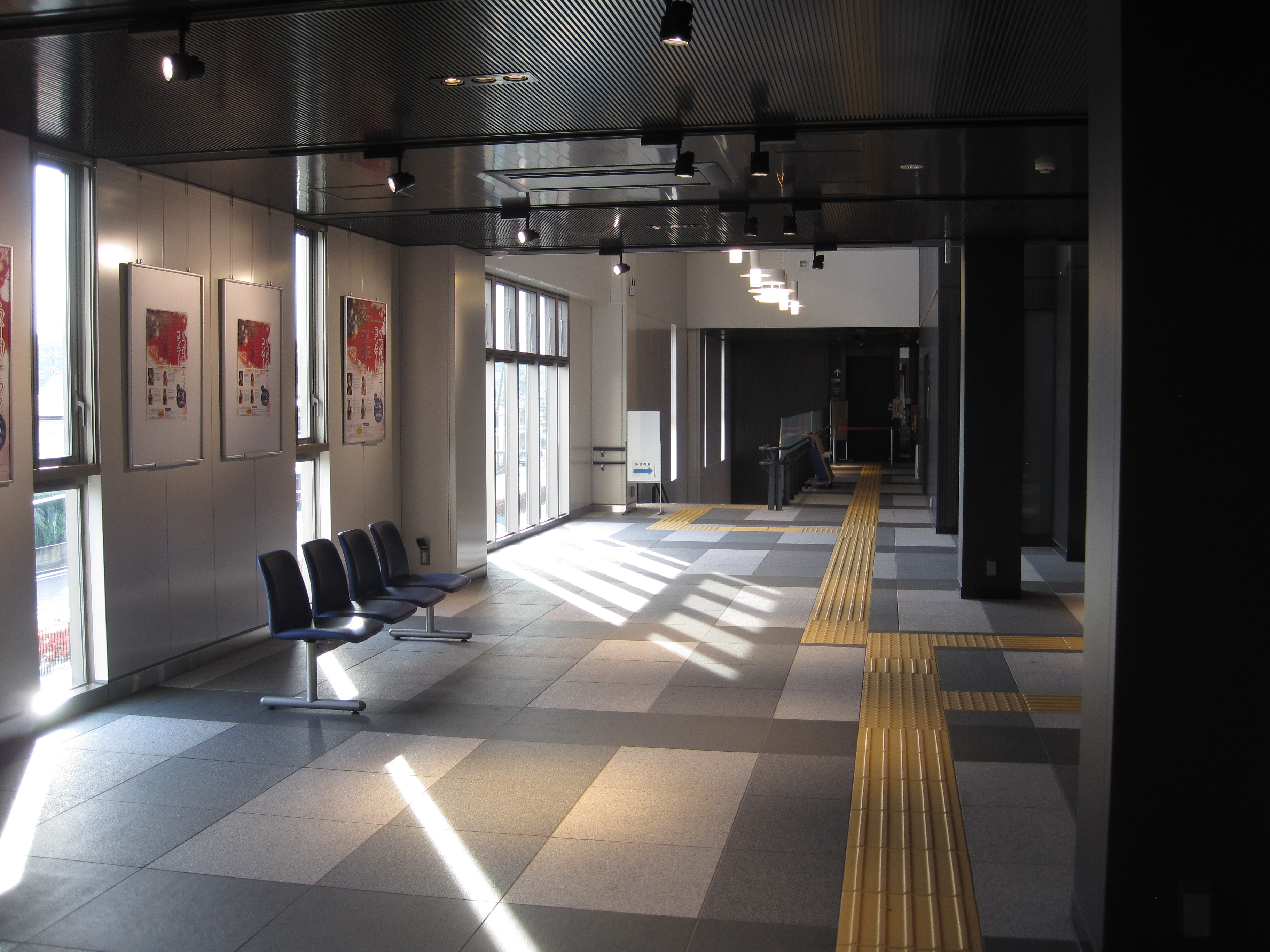
くつかけテラス内

- 軽井沢町役場[1]
- 中軽井沢郵便局
- 国道18号
- 長野県道157号豊昇茂沢中軽井沢停車場線
- 峠の茶屋料金所（鬼押ハイウェー）
- 星野リゾート 軽井沢エリア
- 西武観光バス 軽井沢営業所
- ツルヤ 軽井沢店

- 軽井沢町立中軽井沢図書館入口
- くつかけテラス内

## バス路線

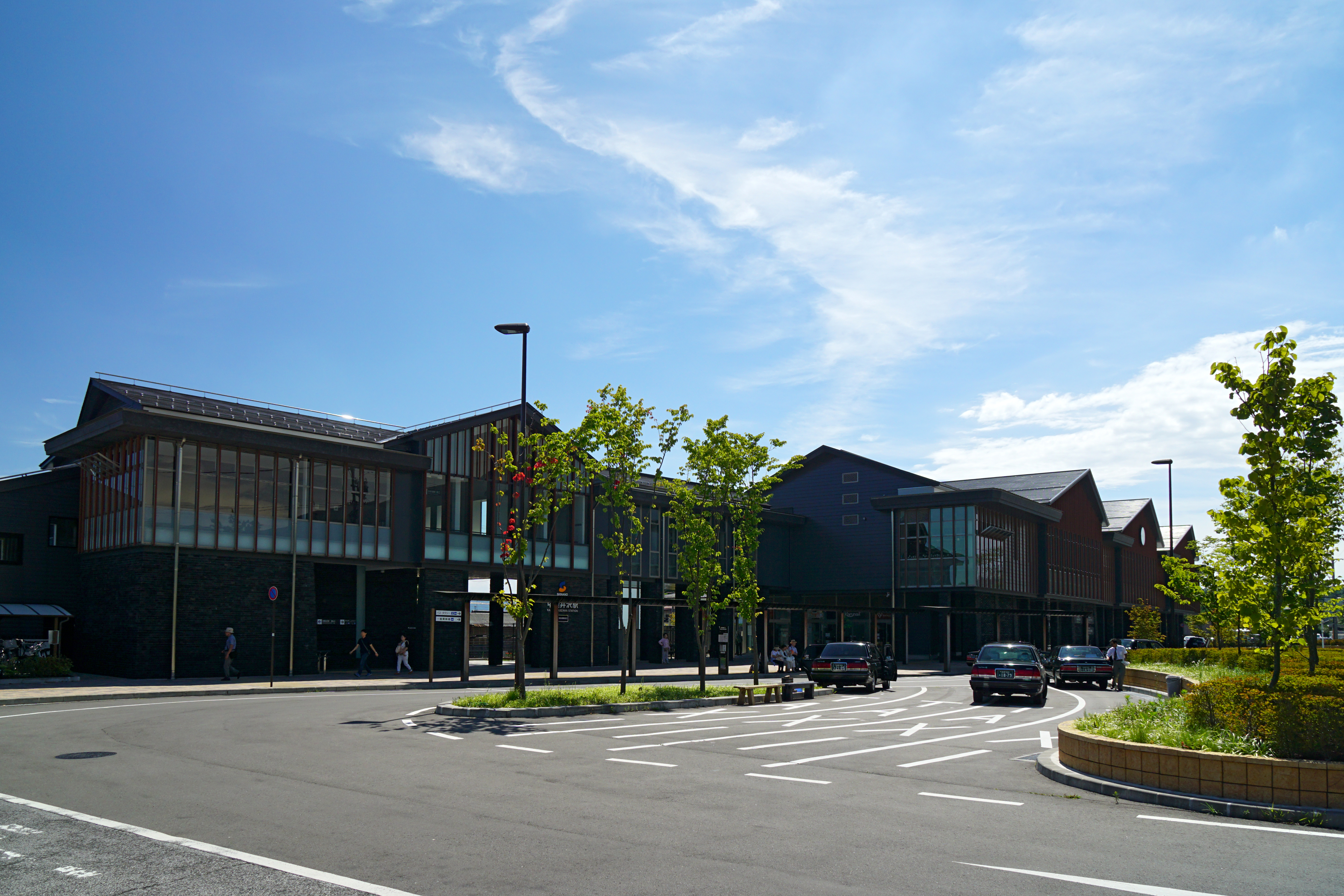
バスロータリー

駅前の「中軽井沢駅」停留所にて、以下の路線バスが発着する。
西武観光バス
- 浅間白根火山線：草津温泉行、軽井沢千ケ滝温泉行、軽井沢駅行
- 町内循環バス：軽井沢駅行
- 軽井沢美術館・観光循環バス（北コース・南コース、季節運行）

千曲バス
- 町内循環バス：三ツ石公民館行、軽井沢病院行

また、やや離れた国道18号（中山道）上にある「中軽井沢」停留所には、以下の高速バスが発着する。
- 川越的場・練馬駅（練馬区役所）・下落合駅・池袋駅東口・バスタ新宿（西武観光バス、千曲バス）
- 玉川上水駅北口・立川駅北口（千曲バス）
- 夜行高速バス「千曲川ライナー」京都駅八条口・東梅田駅（大阪駅前）・あべの橋駅・USJ（千曲バス、近鉄バス）

## 隣の駅
しなの鉄道
■しなの鉄道線
- 特別快速「軽井沢リゾート号」一部停車駅、観光列車「ろくもん」停車駅

□快速・■普通
軽井沢駅 - 中軽井沢駅 - 信濃追分駅

### 記事本文
1. 1 2 3 4 5 6 7 8 9 10  信濃毎日新聞社出版部『長野県鉄道全駅 増補改訂版』信濃毎日新聞社、2011年7月24日、239頁。ISBN 9784784071647。
2. ↑  矢部三雄編著『近代化遺産 国有林森林鉄道全データ 中部編』信濃毎日新聞社、2015年、85頁
3. ↑  1956年（昭和31年）4月3日日本国有鉄道公示第119号「東海道本線鈴川停車場等を改称する件」
4. ↑  1972年（昭和47年）3月15日日本国有鉄道公示第654号「停車場の営業範囲の改正」
5. ↑  1973年（昭和48年）8月6日日本国有鉄道公示第111号「停車場の営業範囲の改正」
6. ↑  1974年（昭和49年）9月12日日本国有鉄道公示第208号「駅の営業範囲の改正」
7. ↑  1984年（昭和59年）1月30日日本国有鉄道公示第174号「駅の営業範囲の改正」
8. 1 2  石野哲（編）『停車場変遷大事典 国鉄・JR編 Ⅱ』（初版）JTB、1998年10月1日、575頁。ISBN 978-4-533-02980-6。
9. ↑  『中軽井沢駅橋上駅化・新装オープンのお知らせ』（PDF）（プレスリリース）しなの鉄道、2012年9月10日。オリジナルの2020年7月3日時点におけるアーカイブ。2020年7月3日閲覧。
10. 1 2 3  「しなの鉄道中軽井沢駅 日中は駅員常駐化 地域交流施設開館で町が経費負担」『信濃毎日新聞』信濃毎日新聞社、2013年4月6日、朝刊、29面。
11. ↑  “しなの鉄道全線への「Suica」導入について”.   しなの鉄道. 2025年2月27日閲覧。

### 利用状況
軽井沢町の統計
1. 1 2  “令和5年度 軽井沢町の統計” (PDF).   軽井沢町. p. 73 (2023年8月31日). 2023年11月10日時点のオリジナルよりアーカイブ。2023年11月10日閲覧。
2. ↑  “平成26年度 軽井沢町の統計” (PDF).   軽井沢町. p. 75 (2014年6月). 2023年11月10日時点のオリジナルよりアーカイブ。2023年11月10日閲覧。